# Raïon de Smirnykh
Le raïon de Smirnykh (russe : Смирныховский райо́н) est l'une des dix-sept subdivisions administratives (raïons) de l'oblast de Sakhaline, à l'est de la Russie. En tant que division municipale, il est intégré à l'okroug urbain de Smirnykh. Il est situé au centre de l'oblast. Sa superficie est de 10 457 km2. Son centre administratif est la ville de Smirnykh (en). La population du raïon était de 13 142 (2010); 15 063 (2002) 21 583 (1989).